# Dicranomyia (Dicranomyia) distans
Dicranomyia (Dicranomyia) distans is een tweevleugelige uit de familie steltmuggen (Limoniidae). De soort komt voor in het  Nearctisch,  Neotropisc en Afrotropisch gebied.